# Девіжн-стріт (Мангеттен)
Девіжн-стріт (англ. Division Street) — вулиця з одностороннім рухом у нейборгуді Ту-Бріджес Нижнього Мангеттена в Нью-Йорку. Рух по якій проходить у західному напрямку від перехрестя Канал-стріт і Ладлоу-стріт на захід до Бауері.

## Історія
Вулиця бере свій початок ще до 1789 року.
Частина старої надземної залізниці Другої авеню IRT раніше проходила вздовж Девіжн-стріт між Бауері та Аллен-стріт
Частина Дівіжн-стріт під Манхеттенським мостом використовується для торгового центру під назвою Іст-Бродвей молл. На Маркет-стріт (колишня Флоренс-Плейс) є автостоянка, а поруч — початкова школа PS 124 Юнг Вінг. Школа є частиною житлового комплексу Конфюзіус плаза. У цьому місці вулиця розширюється. Автобуси до Флашинга та казино паркуються з правого боку. Раніше там був зелений ринок, потім він перемістився на простір під Манхеттенським мостом на Форсайт-стріт між Канал-стріт і Дівіжн-стріт. На схід від Бауері є статуя Конфуція. У Бауері більшість трафіку спрямовується на Бауері, Чатем-сквер і Манхеттенський міст.